# Сокольское (Крым)
Соко́льское (до 1945 года Сарайми́н; укр. Сокільське, крымскотат. Saray Miñ, Сарай Минъ) — исчезнувшее село в Ленинском районе Республики Крым, располагавшееся на юго-востоке района и Керченского полуострова, на левом берегу впадающей в Тобечикское озеро маловодной балки Ичкин-Джилга, примерно в 7 км к северо-западу от современного села Огоньки.

## История
Первое упоминание Сараймина относят к 1551 году. Документально селение встречается в Камеральном Описании Крыма… 1784 года, судя по которому, в последний период Крымского ханства Кюй Сараймен входил в Дин Керченский кадылык Кефинского каймаканства. После присоединения Крыма к России (8) 19 апреля 1783 года, (8) 19 февраля 1784 года, именным указом Екатерины II сенату, на территории бывшего Крымского Ханства была образована Таврическая область и деревня была приписана к Левкопольскому, а после ликвидации в 1787 году Левкопольского — к Феодосийскому уезду Таврической области. Перед Русско-турецкой войной 1787—1791 годов производилось выселение крымских татар из прибрежных селений во внутренние районы полуострова, в ходе которого в Сараймин было переселено 125 человек. В конце войны, 14 августа 1791 года всем было разрешено вернуться на место прежнего жительства. После Павловских реформ, с 1796 по 1802 год, входила в Акмечетский уезд Новороссийской губернии. По новому административному делению, после создания 8 (20) октября 1802 года Таврической губернии, Сараймин был включён в состав Акмозской волости Феодосийского уезда.
По Ведомости о числе селений, названиях оных, в них дворов… состоящих в Феодосийском уезде от 14 октября 1805 года , в деревне Сараймин числилось 16 дворов и 128 жителей. На военно-топографической карте генерал-майора Мухина 1817 года деревня Коп сараймин обозначена с 23 дворами. После реформы волостного деления 1829 года Сарай Мин, согласно «Ведомости о казённых волостях Таврической губернии 1829 года», отнесли к Чурубашской волости (переименованной из Аккозской). На карте 1836 года в деревне Коп-Сараймин 32 двора, как и на карте 1842 года. Согласно «Военно-статистическому обозрению Российской Империи» за 1849 год в Сараймине было 343 жителя.
В 1860-х годах, после земской реформы Александра II, деревню определили центром Сарайминской волости. Согласно «Списку населённых мест Таврической губернии по сведениям 1864 года», составленному по результатам VIII ревизии 1864 года, Коп-Сараймин — владельческая татарская деревня с 89 дворами, 234 жителями, мечетью и сельской почтовой станцией при колодцах. По обследованиям профессора А. Н. Козловского начала 1860-х годов, в селении колодцы были глубиной 1—5 саженей (от 2 до 10 м), но в большинстве из них (около трёх четвертей) вода была «дурного качества». На трёхверстовой карте Шуберта 1865—1876 года в деревне Коп-Сараймин (Кият-Сараймин) обозначено 85 дворов. По «Памятной книге Таврической губернии 1889 года», по результатам Х ревизии 1887 года, в деревнях Коп-Сараймин, Кият-Сараймин, Ортель и Коп-Кочеген вместе числилось 224 двора и 1209 жителей. По «…Памятной книжке Таврической губернии на 1892 год» в Сараймине, входившем в Сарайминское сельское общество, числилось 186 жителей в 31 домохозяйстве, а в безземельном Сараймине, не входившем в сельское общество — 314 жителей, домохозяйств не имеющих. На верстовой карте Крыма 1896 года в селении обозначено 25 дворов с русским населением. Перепись 1897 года зафиксировала в деревне Коп-Сараймин 716 жителей, из которых 695 мусульман. По «…Памятной книжке Таврической губернии на 1902 год» в деревне Коп-Сараймин, входившей в Сарайминское сельское общество, числилось 702 жителя в 40 домохозяйствах. На 1914 год в селении действовало земское училище. На 1902 год в деревне работал фельдшер. По Статистическому справочнику Таврической губернии. Ч.II-я. Статистический очерк, выпуск пятый Феодосийский уезд, 1915 год, в деревне Сараймин Сарайминской волости Феодосийского уезда числилось 124 двора (38 дворов с землёй, 80 — безземельные) с татарским населением в количестве 489 человек приписных жителей и 189 «посторонних», из которых 355 мужчин и 323 женщины. Жители владели 1538 десятинами удобной земли. В хозяйствах имелось 292 лошади, 70 волов, 92 коровы и 1345 голов овец, свиней, или коз.
После установления в Крыму Советской власти, по постановлению Крымревкома, 25 декабря 1920 года из Феодосийского уезда был выделен Керченский (степной) уезд, а, постановлением ревкома № 206 «Об изменении административных границ» от 8 января 1921 года была упразднена волостная система и в составе Керченского уезда был создан Керченский район в который вошло село (в 1922 году уезды получили название округов. 11 октября 1923 года, согласно постановлению ВЦИК, в административное деление Крымской АССР были внесены изменения, в результате которых округа были отменены и основной административной единицей стал Керченский район в который вошло село. Согласно Списку населённых пунктов Крымской АССР по Всесоюзной переписи 17 декабря 1926 года, в селе Сараймин, центре Сарайминского сельсовета Керченского района, числилось 152 двора, из них 144 крестьянских, население составляло 714 человек, из них 704 татарина, 5 украинцев, 2 русских, 1 еврей, 2 записаны в графе «прочие», действовала татарская школа I ступени (пятилетка). Постановлением ВЦИК «О реорганизации сети районов Крымской АССР» от 30 октября 1930 года (по другим сведениям 15 сентября 1931 года) Керченский район упразднили и село включили в состав Ленинского, а, с образованием в 1935 году Маяк-Салынского района (переименованного 14 декабря 1944 года в Приморский) — в состав нового района. По данным всесоюзной переписи населения 1939 года в селе проживало 669 человек. На подробной карте РККА Керченского полуострова 1941 года в Сараймине (колхоз им. Ленина) отмечено 140 дворов.
Во время Великой Отечественной войны в районе села Сараймин в ходе проведения Керченско-Феодосийской десантной операции весной 1942 года вели бои части 44-й армии Крымского фронта. Останки погибших в этих боях 91 воина в 1944 год захоронили в братскую могилу на сельском кладбище (кладбище — единственное, что сохранилось от села). В 1961 году сюда же перезахоронили останки ещё 20 погибших из братских и одиночных могил с близлежащей территории. В том же году памятник заменили на современный. Постановлением Совета министров Республики Крым № 627 от 20 декабря 2016 года отнесённый к категории объектов культурного наследия России регионального значения.
В 1944 году, после освобождения Крыма от фашистов, согласно постановлению ГКО № 5859 от 11 мая 1944 года, 18 мая крымские татары были депортированы в Среднюю Азию. Указом Президиума Верховного Совета РСФСР от 21 августа 1945 года Сараймин был переименован в Сокольское и Сарайминский сельсовет — в Сокольский. Село получило название в память о погибшем при Освобождении Крыма 19 марта 1944 года полковнике Михаиле Леонидовиче Сокольском. С 25 июня 1946 года селение в составе Крымской области РСФСР, а 26 апреля 1954 года Крымская область была передана из состава РСФСР в состав УССР. Время упразднения сельсовета и включения в Горностаевский пока не установлено: на 15 июня 1960 года село уже числилось в его составе. Указом Президиума Верховного Совета УССР «Об укрупнении сельских районов Крымской области», от 30 декабря 1962 года Приморский район был упразднён и вновь село присоединили к Ленинскому. Исключено из учётных данных в 1978 году.

### Динамика численности населения
| - 1805 год — 128 чел. - 1864 год — 234 чел. - 1889 год — 1209 чел. - 1892 год — 500 чел. - 1897 год — 716 чел. | - 1902 год — 702 чел. - 1915 год — 489/189 чел. - 1926 год — 714 чел. - 1939 год — 669 чел. |